# 商品价值
商品价值，從字面上的意義而言，是指一件商品所蘊含的價值。但在馬克思的《資本論》中將這個概念加以深化討論，他認為商品價值是指凝结在商品中无差别的人类劳动。无差别的人类劳动则以社会必要劳动时间来衡量。